# Edmund Bräuning
Edmund Bräuning (ur. 2 lipca 1905 w Naumburg (Saale), zm. ?) – zbrodniarz hitlerowski, jeden z funkcjonariuszy SS pełniących służbę w obozach koncentracyjnych i SS-Hauptsturmführer.
Z zawodu kupiec. Członek SS od grudnia 1932 (nr identyfikacyjny 66975) i NSDAP od kwietnia 1933 (nr legitymacji partyjnej 1568392). 9 listopada 1940 rozpoczął służbę w obozach koncentracyjnych jako adiutant komendanta Neuengamme. Od 1 listopada 1941 do lipca 1942 Bräuning był adiutantem komendanta Auschwitz-Birkenau, Rudolfa Hössa. W lipcu 1943 został przeniesiony do Ravensbrück, gdzie pełnił jednocześnie dwa stanowiska: kierownika obozu żeńskiego (Schutzhaftlagerführera) oraz adiutanta komendanta Fritza Suhrena. Bräuning romansował wówczas z jedną z najbardziej okrutnych nadzorczyń SS (SS-Aufseherin) Dorotheą Binz. Od stycznia do kwietnia 1945 był komendantem podobozu Buchenwaldu - Ohrdruf. Na terenie obozu alianci znaleźli po wyzwoleniu 3 tysiące ciał zamordowanych więźniów, dalszych kilkudziesięciu rozstrzelało SS podczas ewakuacji. Edmund Bräuning zaginął pod koniec działań wojennych i o jego powojennych losach nic nie wiadomo.